# Thoiras-Corbès
Thoiras-Corbès is een fusiegemeente (commune nouvelle) in het Franse departement Gard (regio  Occitanie). De plaats maakt deel uit van het arrondissement  Alès. Thoiras-Corbès is op 1 januari 2025 ontstaan door de fusie van de gemeenten Corbès en Thoiras.